# Scopula rubellata
Scopula rubellata is een vlinder uit de familie spanners (Geometridae). De wetenschappelijke naam is voor het eerst geldig gepubliceerd in 1892 door Gumppenberg.
De soort komt voor in Europa.